# مارلي اكي
مارلي اكي (بالفرنسية: Marley Aké)‏ (مواليد 5 يناير 2001) هو لاعب كرة قدم فرنسي يلعب في مركز الوسط في نادي مرسيليا.

## روابط خارجية
- مارلي اكي على موقع الاتحاد الأوربي (الإنجليزية)
- مارلي اكي على موقع رابطة كرة القدم الفرنسية للمحترفين (الإنجليزية)
- مارلي اكي على موقع إي إس بي إن إف سي (الإنجليزية)
- مارلي اكي على موقع قاعدة بيانات كرة القدم.إي يو (الإنجليزية)
- مارلي اكي على موقع ليكيب (الفرنسية)
- مارلي اكي على موقع Soccerbase.com (لاعب) (الإنجليزية)
- مارلي اكي على موقع Soccerway.com (الإنجليزية)
- مارلي اكي على موقع عالم كرة القدم.نت (الإنجليزية)
- مارلي اكي على موقع AS.com (الإسبانية)